# Soprangitarr
En soprangitarr, eller oktavgitarr, är en liten gitarr stämd en oktav över den vanliga primgitarren.
Även om det alltid funnits gitarrer i mängder av olika stämningar, strängantal och mensurer så har den moderna soprangitarren inte använts i gitarrorkestrar förrän kring 1950-talet av Niibori Guitar Orchestra. Liknande instrument är vanliga i sydamerikanska gitarrorkestrar, till exempel en requinto, bandola eller tiple. I Australien på 1980-talet började gitarrbyggaren Graham Caldersmith tillverka soprangitarrer som en del i sitt projekt att standardisera instrument i en gitarrorkester. 
Soprangitarren är stämd (från högt till lågt): E B G D A E och har en mensur på 400 till 435 mm.